# المدارس (السياني)

تعديل مصدري - تعديل

المدارس محلة تابعة لقرية السحب، التابعة لعزلة النقيلين بمديرية السياني إحدى مديريات محافظة إب في الجمهورية اليمنية.، بلغ تعداد سكانها 57 حسب تعداد اليمن لعام 2004.